# Pseudovigna argentea
Pseudovigna argentea là một loài thực vật có hoa trong họ Đậu. Loài này được (Willd.) Verdc. miêu tả khoa học đầu tiên.